# 400 mètres haies féminin aux Jeux olympiques d'été de 2016
Pour un article plus général, voir Athlétisme aux Jeux olympiques d'été de 2016.
Navigation
Londres 2012 Tokyo 2020
L'épreuve du 400 mètres haies féminin aux Jeux olympiques de 2016 se déroule du 15 au 18 août 2016 au Stade olympique de Rio de Janeiro, au Brésil. Elle est remportée par l'Américaine Dalilah Muhammad dans le temps de 53 s 13.

## Résultats

### Finale
| Rang               | Couloir | Athlète           | Nation             | Temps | Notes |
| ------------------ | ------- | ----------------- | ------------------ | ----- | ----- |
| Médaille d'or      | 3       | Dalilah Muhammad  | États-Unis         | 53.13 |       |
| Médaille d'argent  | 4       | Sara Petersen     | Danemark           | 53.55 | NR    |
| Médaille de bronze | 5       | Ashley Spencer    | États-Unis         | 53.72 | PB    |
| 4                  | 6       | Zuzana Hejnová    | République tchèque | 53.92 | SB    |
| 5                  | 7       | Ristananna Tracey | Jamaïque           | 54.15 | PB    |
| 6                  | 2       | Leah Nugent       | Jamaïque           | 54.45 | PB    |
| 7                  | 8       | Janieve Russell   | Jamaïque           | 54.56 |       |
| 8                  | 1       | Eilidh Doyle      | Grande-Bretagne    | 54.61 |       |

### Demi-finales
- Les 2 premières de chaque série(Q) et les 2 meilleurs temps (q) se qualifient pour la finale.

#### Demi-finale 1
| Rang | Couloir | Athlète             | Nation             | Temps | Notes |
| ---- | ------- | ------------------- | ------------------ | ----- | ----- |
| 1    | 4       | Zuzana Hejnová      | République tchèque | 54.55 | Q, SB |
| 2    | 5       | Ristananna Tracey   | Jamaïque           | 54.80 | Q     |
| 3    | 6       | Joanna Linkiewicz   | Pologne            | 55.35 |       |
| 4    | 1       | Stina Troest        | Danemark           | 56.00 | SB    |
| 5    | 2       | Sydney McLaughlin   | États-Unis         | 56.22 |       |
| 6    | 3       | Noelle Montcalm     | Canada             | 56.28 |       |
| 7    | 7       | Ayomide Folorunso   | Italie             | 56.37 |       |
| 8    | 8       | Olena Kolesnychenko | Ukraine            | 56.77 |       |

#### Demi-finale 2
| Rang | Couloir | Athlète            | Nation             | Temps | Notes |
| ---- | ------- | ------------------ | ------------------ | ----- | ----- |
| 1    | 5       | Ashley Spencer     | États-Unis         | 54.87 | Q     |
| 2    | 4       | Janieve Russell    | Jamaïque           | 54.92 | Q     |
| 3    | 3       | Eilidh Doyle       | Grande-Bretagne    | 54.99 | q     |
| 4    | 7       | Hanna Titimets     | Ukraine            | 55.27 |       |
| 5    | 1       | Yadisleidy Pedroso | Italie             | 55.78 | SB    |
| 6    | 6       | Wenda Nel          | Afrique du Sud     | 55.83 |       |
| 7    | 8       | Emilia Ankiewicz   | Pologne            | 56.99 |       |
| 8    | 2       | Denisa Rosolová    | République tchèque | 57.39 |       |

#### Demi-finale 3
| Rang | Couloir | Athlète           | Nation            | Temps | Notes |
| ---- | ------- | ----------------- | ----------------- | ----- | ----- |
| 1    | 3       | Dalilah Muhammad  | États-Unis        | 53.89 | Q     |
| 2    | 5       | Sara Petersen     | Danemark          | 54.55 | Q     |
| 3    | 6       | Leah Nugent       | Jamaïque          | 54.98 | q, PB |
| 4    | 4       | Sage Watson       | Canada            | 55.44 |       |
| 5    | 7       | Grace Claxton     | Porto Rico        | 55.85 | PB    |
| 6    | 2       | Janeil Bellille   | Trinité-et-Tobago | 56.06 | SB    |
| 7    | 1       | Lauren Wells      | Australie         | 56.83 |       |
| 8    | 8       | Viktoriya Tkachuk | Ukraine           | 56.87 |       |

### Séries
- Les 3 premières de chaque série (Q) et les 6 meilleurs temps (q) se qualifient pour les demi-finales.

#### Série 1
| Rang | Couloir | Athlète               | Nation             | Temps | Notes |
| ---- | ------- | --------------------- | ------------------ | ----- | ----- |
| 1    | 7       | Ristananna Tracey     | Jamaïque           | 54.88 | Q     |
| 2    | 4       | Zuzana Hejnová        | République tchèque | 55.54 | Q     |
| 3    | 1       | Ayomide Folorunso     | Italie             | 55.78 | Q     |
| 4    | 6       | Stina Troest          | Danemark           | 56.06 | q     |
| 5    | 2       | Sydney McLaughlin     | États-Unis         | 56.32 | q     |
| 6    | 3       | Petra Fontanive       | Suisse             | 56.80 |       |
| 7    | 8       | Zurian Hechavarría    | Cuba               | 57.28 |       |
| 8    | 5       | Maureen Jelagat Maiyo | Kenya              | 57.97 |       |

#### Série 2
| Rang | Couloir | Athlète              | Nation            | Temps   | Notes |
| ---- | ------- | -------------------- | ----------------- | ------- | ----- |
| 1    | 7       | Joanna Linkiewicz    | Pologne           | 56.07   | Q     |
| 2    | 3       | Janieve Russell      | Jamaïque          | 56.13   | Q     |
| 3    | 6       | Grace Claxton        | Porto Rico        | 56.40   | Q     |
| 4    | 8       | Tia-Adana Belle      | Barbade           | 56.68   |       |
| 5    | 2       | Sparkle McKnight     | Trinité-et-Tobago | 56.80   |       |
| 6    | 4       | Jackie Baumann       | Allemagne         | 59.04   |       |
| 7    | 5       | Drita Islami         | Macédoine         | 1:01.18 |       |
| 8    | 1       | Chanice Chase-Taylor | Canada            | 1:02.83 |       |

#### Série 3
| Rang | Couloir | Athlète           | Nation             | Temps   | Notes |
| ---- | ------- | ----------------- | ------------------ | ------- | ----- |
| 1    | 5       | Ashley Spencer    | États-Unis         | 55.12   | Q     |
| 2    | 7       | Leah Nugent       | Jamaïque           | 55.66   | Q     |
| 2    | 6       | Viktoriya Tkachuk | Ukraine            | 56.14   | Q     |
| 3    | 8       | Denisa Rosolova   | République tchèque | 56.36   | q     |
| 4    | 1       | Lea Sprunger      | Suisse             | 56.58   |       |
| 5    | 3       | Amalie Iuel       | Norvège            | 56.75   |       |
| 6    | 4       | Hayat Lambarki    | Maroc              | 1:00.83 |       |
| 7    | 2       | Lilit Harutyunyan | Arménie            | 1:03.13 |       |

#### Série 4
| Rang | Couloir | Athlète               | Nation            | Temps | Notes |
| ---- | ------- | --------------------- | ----------------- | ----- | ----- |
| 1    | 5       | Sara Petersen         | Danemark          | 55.20 | Q     |
| 2    | 1       | Wenda Nel             | Afrique du Sud    | 55.55 | Q     |
| 3    | 4       | Emilia Ankiewicz      | Pologne           | 55.89 | Q     |
| 4    | 7       | Yadisleidy Pedroso    | Italie            | 55.91 | q     |
| 5    | 3       | Janeil Bellille       | Trinité-et-Tobago | 56.25 | q     |
| 6    | 2       | Katsiaryna Belanovich | Biélorussie       | 56.55 |       |
| 7    | 8       | Axelle Dauwens        | Belgique          | 57.68 |       |
| 8    | 6       | Ghfran Almouhamad     | Syrie             | 58.85 |       |

#### Série 5
| Rang | Couloir | Athlète                       | Nation      | Temps   | Notes |
| ---- | ------- | ----------------------------- | ----------- | ------- | ----- |
| 1    | 3       | Dalilah Muhammad              | États-Unis  | 55.33   | Q     |
| 2    | 7       | Noelle Montcalm               | Canada      | 56.07   | Q     |
| 3    | 6       | Hanna Titimets                | Ukraine     | 56.24   | Q     |
| 4    | 1       | Lauren Wells                  | Australie   | 56.26   | q     |
| 5    | 2       | Phara Anacharsis              | France      | 56.64   |       |
| 6    | 4       | Vera Barbosa                  | Portugal    | 57.28   |       |
| 7    | 5       | Nguyễn Thị Huyền (athlétisme) | Viêt Nam    | 57.87   |       |
| 8    | 8       | Natalya Asanova               | Ouzbékistan | 1:02.37 |       |

#### Série 6
| Rang | Couloir | Athlète             | Nation          | Temps | Notes |
| ---- | ------- | ------------------- | --------------- | ----- | ----- |
| 1    | 6       | Eilidh Doyle        | Grande-Bretagne | 55.46 | Q     |
| 2    | 1       | Sage Watson         | Canada          | 55.93 | Q     |
| 3    | 3       | Olena Kolesnychenko | Ukraine         | 56.61 | Q     |
| 4    | 2       | Amaka Ogoegbunam    | Nigeria         | 56.96 |       |
| 5    | 5       | Satomi Kubokura     | Japon           | 57.34 |       |
| 6    | 8       | Marzia Caravelli    | Italie          | 57.77 |       |
| 7    | 7       | Sharolyn Scott      | Costa Rica      | 58.27 |       |
| 8    | 4       | Aleksandra Romanova | Kazakhstan      | 59.36 |       |

## Légende
Records et Performances
- AR : Record continental (area record)
- CR : Record des championnats (championship record)
- MR : Record du meeting (meet record)
- NR : Record national (national record)
- OR : Record olympique (olympic record)
- PR : Record paralympique (paralympic record)
- PB : Record personnel (personal best)
- SB : Meilleure performance personnelle de la saison (season's best)
- WL : Meilleure performance mondiale de l'année (world leader)
- WJR : Record du monde junior (world junior record)
- WR : Record du monde (world record)

Circonstances et Conditions
- DNF : N'a pas terminé (did not finish)
- DNS : N'a pas pris le départ (did not start)
- DQ : Disqualification (disqualification)
- NM : Aucun essai valable enregistré (No Mark)
- Q : Qualifié « directement » au prochain tour (ou à la prochaine compétition), lors d'une compétition majeure, grâce au classement ou à la réalisation des minima (automatic qualifier)
- q : Qualifié au prochain tour (ou à la prochaine compétition), lors d'une compétition majeure, grâce au repêchage ou à la réalisation de l'une des meilleures performances parmi celles des « non qualifiés directement » (grâce au meilleur temps ou à la meilleure distance par exemple) (secondary qualifier)